# Toleredskyrkan

Toleredskyrkan är en kyrkobyggnad som tillhör Lundby församling i Göteborgs stift. Den ligger i stadsdelen Tolered i Göteborgs kommun. 

## Tillkomst
En provisorisk barackkyrka uppfördes och invigdes hösten 1950, bestående av två sammanbyggda utrangerade militärbaracker, som inköptes från krigsmakten i samarbete med militärpastor Gunnar Rudborg och Göteborgs Småkyrkostiftelse. Den ena var inredd till kyrkosal och den andra var samlingssal med tillhörande pentry.
Nuvarande kyrka stod färdig 1961 efter ritningar av arkitekt Torsten Hansson. Kyrkan invigdes på Tacksägelsedagen samma år av biskop Bo Giertz. Den huvudsakliga finansieringen kom från Göteborgs småkyrkostiftelse och medel insamlade bland församlingsborna.

## Byggnader
Kyrkobyggnaden är orienterad i sydvästlig-nordvästlig riktning. Den har traditionell form, med ett nästan fristående torn i söder och ett rakt avslutat kor i nordost. Den är uppförd av moderna byggmaterial. Väggarna är spritputsade och vitmålade med fönsterpartier av glasbetong. Kyrkorummet har ett brant skifferbelagt sadeltak. Gavlarna är konvexa medan betongtornets fasader är konkava. Tornhuven är fyrsidig och spetsig samt kröns av en tupp utförd i koppar. Vapenhuset ligger mellan tornet och kyrksalen och har ett stort fönsterparti av glasbetong från golv till takfot åt sydväst. Norr om koret finns en tillbyggd sakristia. Interiören domineras av det blåmålade innertaket och korväggens blå glasmosaik.
Nuvarande enplans församlingshem, ihopbyggt med kyrksalen genom en stor öppning med vikväggar, färdigställdes 1979. Dessförinnan tjänstgjorde tidigare nämnda barack som församlingshem.

## Inventarier
- Altare och dopfunt är tillverkade av vit betong och marmor.
- Den ursprungliga predikstolen i betong, har bytts ut mot en enklare i vitmålat trä.
- En blå glasmosaik utförd av Elsa Hansson-Winnberg finns på korväggen.
- En textilväv, som skildrar kyrkoåret, är tillverkad av Christina Westman

### Orgel
- En ny mekanisk orgel, tillverkad av Walter Thür Orgelbyggen, invigdes 1987. Den har tio stämmor fördelade på två manualer och pedal. Föregående orgel var tillverkad 1962 av Lindegren Orgelbyggeri AB.[3]

| Man I. Huvudverk | Man II. Svällverk | Pedal      | Koppel |
| ---------------- | ----------------- | ---------- | ------ |
| Rörflöjt 8'      | Gedackt 8'        | Subbas 16' | II/I   |
| Principal 4'     | Fugara 8'         |            | II/P   |
| Waldflöjt 2'     | Voix céleste 8'   |            | I/P    |
| Mixtur 2 chor    | Spetsflöjt 4'     |            |        |
| Tremulant        | Principal 2'      |            |        |
|                  | Tremulant         |            |        |